# Forte

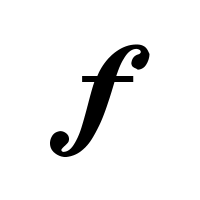
Aanduiding van forte in een muziekstuk

Forte is een Italiaanse muziekterm voor dynamiek waarmee aangegeven wordt dat de speler luid moet spelen.
Forte wordt aangegeven met f in een vette cursieve schreefletter onder de desbetreffende partij, en in partijen met twee balken zoals voor piano tussen de balken, tenzij beide balken verschillende dynamiek benodigen.
Een nog sterkere, luidere vorm van forte is fortissimo, geschreven als ff. De luidste vorm is fortississimo of fortissimo possibile, die geschreven wordt als fff.
De vorm ffff  bestaat ook, maar wordt weinig in conventionele muziekstukken toegepast.